# باشگاه ورزشی کارتاگینیس
باشگاه ورزشی کارتاگینیس دپورتیوا که به طور خلاصه با نام کارتاگینیس شناخته می‌شود، یک باشگاه فوتبال است که در لیگ برتر فوتبال کاستاریکا رقابت می‌کند.
این باشگاه در سال ۱۹۰۶ تاسیس شد که همین، این باشگاه را قدیمی‌ترین باشگاه حال حاضر لیگ برتر می‌کند. کارتاگینیس ۴ بار نیز قهرمان لیگ برتر کاستاریکا شده است.

## افتخارات

### داخلی
- لیگ برتر فوتبال کاستاریکا: ۴ قهرمانی
- جام حذفی فوتبال کاستاریکا: ۵ قهرمانی
- سوپر جام کاستاریکا: ۱ قهرمانی

### بین‌المللی
- جام قهرمانان کونکاکاف: ۱ قهرمانی
- کوپا اینترامریکانا: ۱ نایب قهرمانی
- جام اونکاف اینترکلوب: ۱ نایب قهرمانی